# Сіблі
Сіблі (перс. سيبلي) — село в Ірані, у дегестані Лавандевіл, у бахші Лавандевіл, шагрестані Астара остану Ґілян. За даними перепису 2006 року, його населення становило 1264 особи, що проживали у складі 282 сімей.

## Клімат
Середня річна температура становить 14,09°C, середня максимальна – 26,93°C, а середня мінімальна – 0,49°C. Середня річна кількість опадів – 897 мм.
| Клімат поселення                              | Клімат поселення | Клімат поселення | Клімат поселення | Клімат поселення | Клімат поселення | Клімат поселення | Клімат поселення | Клімат поселення | Клімат поселення | Клімат поселення | Клімат поселення | Клімат поселення | Клімат поселення |
| Показник                                      | Січ.             | Лют.             | Бер.             | Квіт.            | Трав.            | Черв.            | Лип.             | Серп.            | Вер.             | Жовт.            | Лист.            | Груд.            |                  |
| Середній максимум, °C                         | 10,16            | 10,01            | 12,16            | 17,11            | 21,52            | 25,13            | 26,93            | 26,82            | 23,39            | 19,95            | 15,10            | 11,16            |                  |
| Середня температура, °C                       | 5,39             | 5,25             | 7,39             | 12,34            | 16,76            | 20,37            | 23,29            | 23,20            | 19,76            | 16,31            | 11,47            | 7,54             |                  |
| Середній мінімум, °C                          | 0,64             | 0,49             | 2,62             | 7,59             | 12,01            | 15,60            | 19,66            | 19,56            | 16,12            | 12,68            | 7,84             | 3,90             |                  |
| Норма опадів, мм                              | 76               | 75               | 75               | 53               | 43               | 27               | 13               | 42               | 113              | 166              | 121              | 93               |                  |
| Середньомісячна швидкість вітру, м/с          | 2.40             | 2.59             | 2.50             | 2.45             | 2.40             | 2.68             | 2.78             | 2.50             | 2.28             | 2.10             | 2.00             | 2.11             |                  |
| Середньомісячна сонячна радіація, кДж/м²·день | 6725             | 9115             | 11250            | 15770            | 20040            | 23029            | 23646            | 20057            | 16131            | 10956            | 8202             | 6322             |                  |
| --------------------------------------------- | ---------------- | ---------------- | ---------------- | ---------------- | ---------------- | ---------------- | ---------------- | ---------------- | ---------------- | ---------------- | ---------------- | ---------------- | ---------------- |
| Джерело:                                      |                  |                  |                  |                  |                  |                  |                  |                  |                  |                  |                  |                  |                  |